# Begin Again (chanson de Taylor Swift)
Singles de Taylor Swift
We Are Never Ever Getting Back Together
(2012) I Knew You Were Trouble
(2012)
Begin Again est une chanson de l'artiste américaine Taylor Swift issue de son quatrième album studio Red. Elle sort en single le 1er octobre 2012 sous le label Big Machine Records.

## Détails de la chanson
La plupart des gens savent que cette chanson s'adresse à Jake Gyllenhaal le célèbre acteur avec qui elle a eu une idylle en 2010.